# Nașterea Maicii Domnului

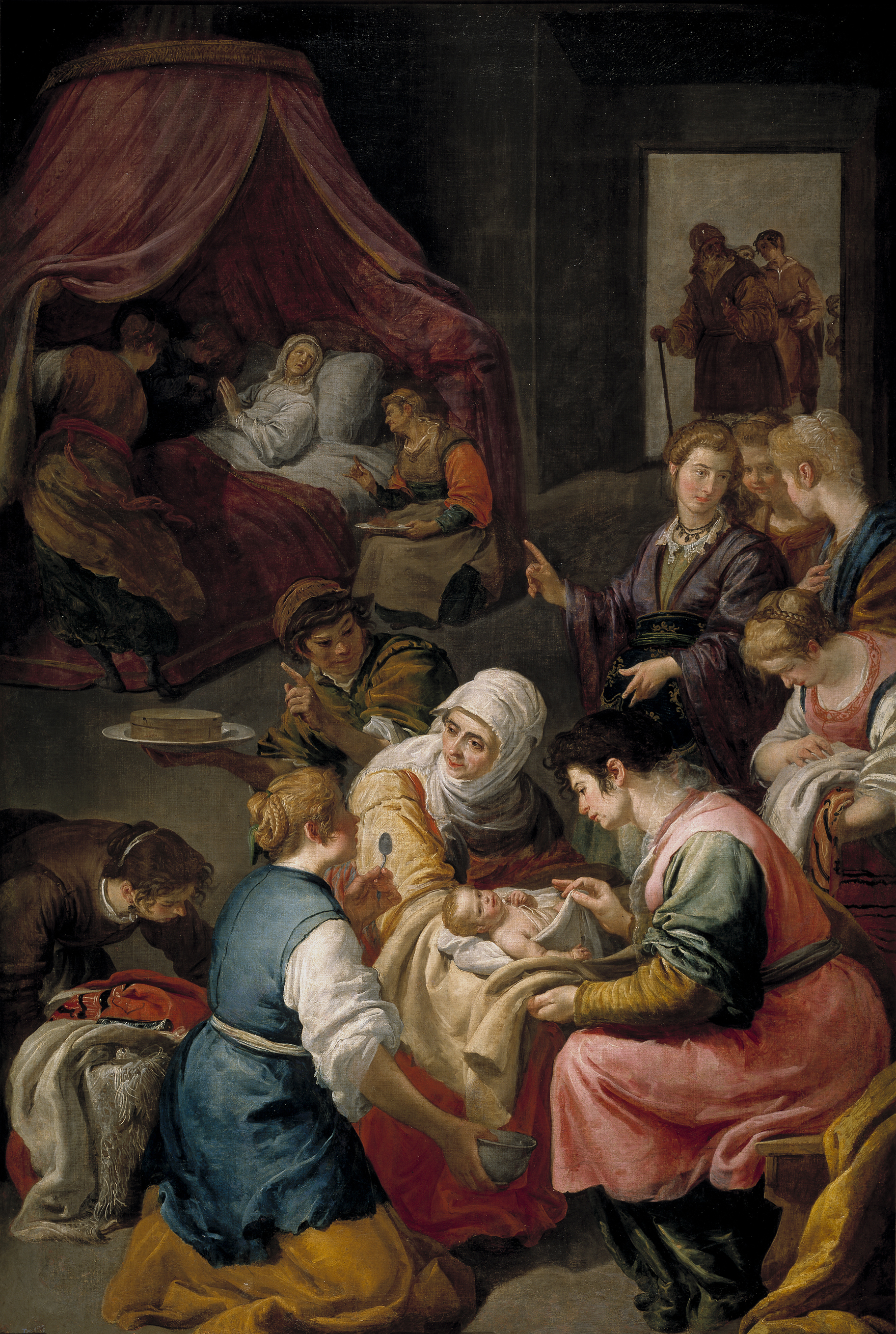
Nașterea Maicii Domnului de Jusepe Leonardo

Nașterea Maicii Domnului, cunoscută în popor și ca Sfânta Maria Mică, este o zi de sărbătoare creștină care prăznuiește nașterea Fecioarei Maria, mama lui Isus. Bisericile catolică și ortodoxă sărbătoresc Nașterea Maicii Domnului în ziua de 8 septembrie.
Canonul biblic modern nu consemnează nașterea Fecioarei Maria. Cu toate că nu este relatat în Noul Testament, acest eveniment este prezentat în alte surse dintre care cea mai veche este Protoevanghelia lui Iacob (5:2), carte apocrifă care a fost scrisă la sfârșitul secolului al II-lea și relatează originea și copilăria Fecioarei Maria. Conform acesteia, Maria a avut o descendență atât împărătească, cât și preoțească: tatăl ei, Ioachim, provenea din seminția lui Iuda, fiind urmaș al regelui David, iar mama ei se numea Ana.
În cazul sfinților, Biserica prăznuiește ziua morții lor, iar Sfântul Ioan Botezătorul și Sfânta Fecioară Maria sunt singurii sfinți cărora li se sărbătorește ziua nașterii. Motivul pentru care este sărbătorită ziua nașterii Sf. Ioan Botezătorul și ziua nașterii Sf. Fecioare Maria se datorează misiunii unice pe care fiecare a avut-o în istoria mântuirii, dar, de asemenea, în mod tradițional pentru că au fost sfinți încă de la nașterea lor (în cazul Fecioarei Maria, vezi dogma Imaculata Concepție; Ioan a fost sfințit în pântecele Sfintei Elisabeta conform interpretării tradiționale a versetului Luca 1:15).
Cinstirea vieții curate a Sfintei Fecioare Maria este celebrată pe scară largă în mai multe culturi de pe teritoriul Pământului.

## Informații populare

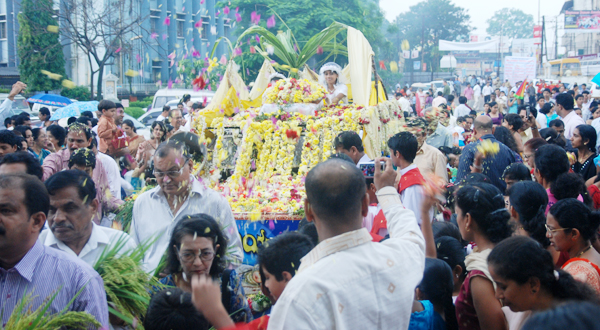
Procesiune cu ocazia sărbătoririi Nașterii Fecioarei Maria la Mangalore, India

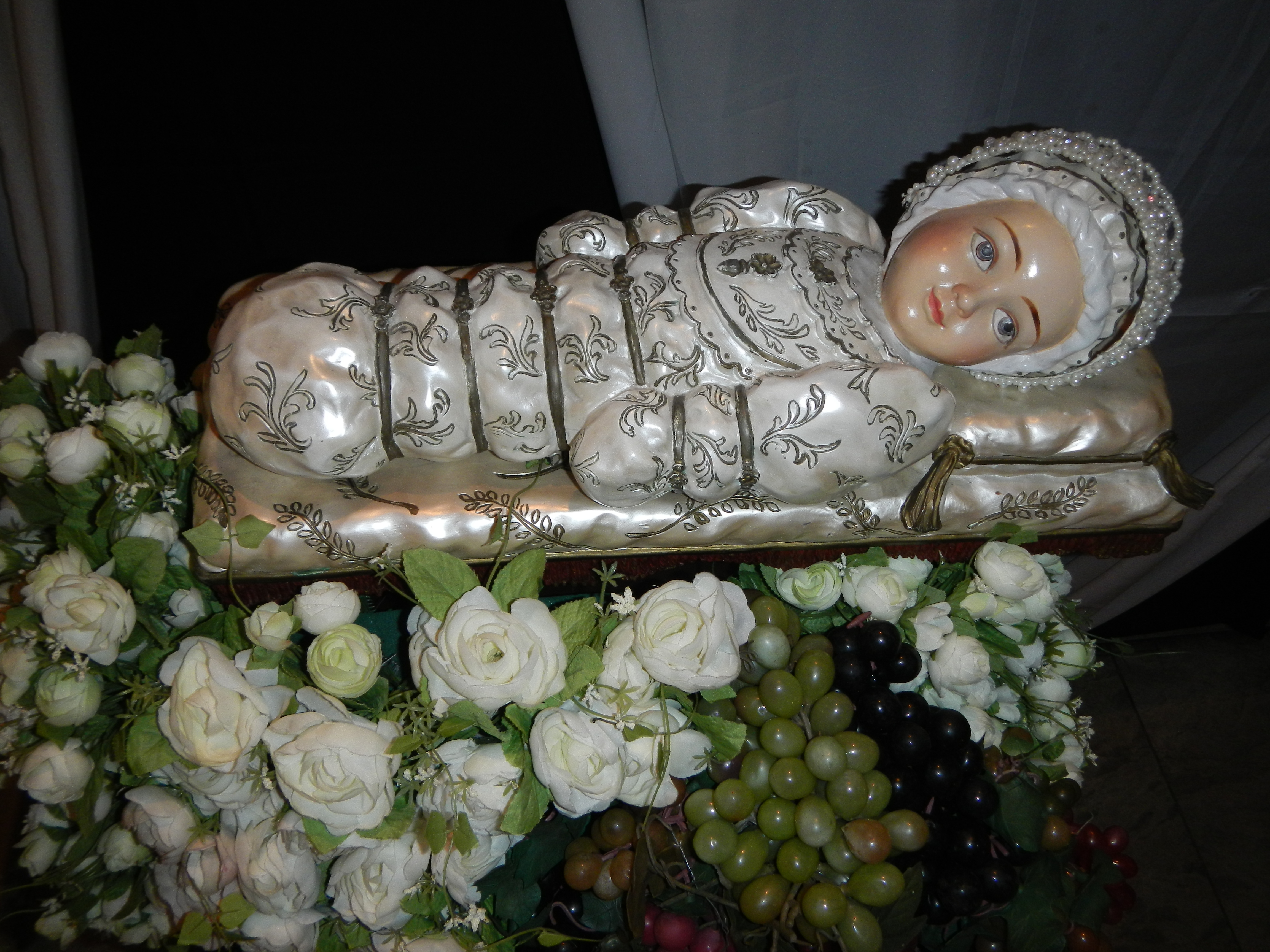
Prunca Maria înfășată în pelinci. Muzeul orașului Valenzuela, Filipine.

Protoevanghelia lui Iacob, a cărei formă scrisă a fost definitivată probabil la începutul secolului al II-lea, îl descrie pe tatăl Mariei, Ioachim, ca fiind un membru bogat al uneia dintre cele douăsprezece seminții ale lui Israel. El și soția sa, Ana, erau foarte îndurerați că nu aveau copii.
Scrierile bisericești plasează locul de naștere al Fecioarei Maria în orașul antic Sepphoris din Palestina, unde a fost excavată o bazilică din secolul al V-lea. Unele scrieri menționează că nașterea Fecioarei Maria a avut loc în Nazaret, în timp ce altele susțin că a avut loc într-o casă lângă Poarta Oilor din Ierusalim. Este posibil ca un om bogat precum Ioachim să fi avut o casă atât în Iudeea, cât și în Galileea. Cu toate acestea, Charles Souvay, scriind în Enciclopedia Catolică, consemnează că ipoteza că Ioachim a avut turme mari nu poate fi afirmată cu certitudine, deoarece sursele acestei afirmații sunt „... de o valoare foarte îndoielnică ....”.

## Zi de sărbătoare
Nașterea Sfintei Fecioare Maria este prăznuită ca o sărbătoare liturgică în calendarul roman general și în majoritatea calendarelor liturgice anglicane pe 8 septembrie, la nouă luni după sărbătoarea Imaculatei Concepții, celebrată pe 8 decembrie. Sărbătoarea este inclusă și în calendarul roman tridentin în ziua de 8 septembrie. Această dată este sărbătorită, de asemenea, și de Biserica Ortodoxă de rit apusean. Înainte de reformele realizate de papa Pius al XII-lea, calendarul roman general din 1954 păstra Nașterea Sfintei Fecioare Maria ca o octavă, de când octava a fost înființată de papa Inocențiu al IV-lea în 1243.
Ortodocșii de rit bizantin sărbătoresc, de asemenea, Nașterea Maicii Domnului pe 8 septembrie. Biserica Ortodoxă Siriacă celebrează această sărbătoare tot pe 8 septembrie, la fel ca și biserica ei soră, Biserica Ortodoxă Antiohiană de rit bizantin. Pentru bisericile care folosesc în scopuri liturgice vechiul calendar iulian, ziua de 8 septembrie cade în ziua de 21 septembrie din calendarul gregorian. Cu alte cuvinte, Bisericile „veterocalendariste”, precum Biserica Ortodoxă Rusă, continuă să celebreze Nașterea Maicii Domnului în 8 septembrie, care este 21 septembrie potrivit calendarului laic folosit pe scară largă.
Biserica Apostolică Armeană folosește, de asemenea, data tradițională de 8 septembrie. Cu toate acestea, creștinii ortodocși copți și creștinii ortodocși etiopieni sărbătoresc Nașterea Maicii Domnului pe 9 mai (1 Bashans, EC 1 Ginbot).

### Istoric

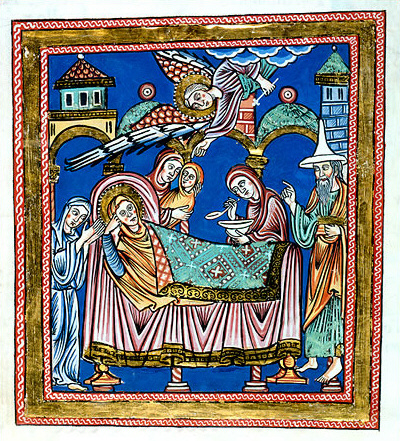
Miniatura germană Nașterea Fecioarei Maria (sec. al XII-lea), în care tatăl ei, Ioachim, poartă o pălărie evreiască

Cea mai veche menționare a sărbătorii Nașterea Fecioarei Maria provine dintr-un imn scris în secolul al VI-lea. Această sărbătoare ar putea să-și aibă originea în Siria sau Palestina cândva pe la începutul secolului al VI-lea, când, după Conciliul de la Efes (431), a avut loc o intensificare considerabilă a cultului Maicii Domnului în special în Siria.
Prima celebrare liturgică a Nașterii Fecioarei Maria a avut loc cu prilejul sfințirii în secolul al VI-lea a Basilica Sanctae Mariae ubi nata est, cunoscută acum ca Biserica „Sf. Ana” din Ierusalim. Biserica originală, construită în secolul al V-lea, era o bazilică mariană ridicată pe locul cunoscut sub numele de imașul păstorului, unde se credea că ar fi fost casa părinților Fecioarei Maria. Potrivit mărturiilor documentare, creștinii bizantini sărbătoreau Nașterea Sfintei Fecioare Maria în secolul al VII-lea. Întrucât povestea Nașterii Fecioarei Maria este cunoscută doar din surse apocrife, Biserica Occidentală Latină a adoptat mai lent această sărbătoare. Nașterea Fecioarei Maria a început să fie sărbătorită la Roma spre sfârșitul secolului al VII-lea, fiind adusă acolo de călugării orientali.
În calendarul bizantin este prima sărbătoare mare a anului bisericesc, acesta începând în tradiția răsăriteană la 1 septembrie.

### Legende
Biserica din Angers (Franța) susține că Sf. Maurilius (episcop de Angers) a instituit această sărbătoare în oraș ca urmare a unei revelații care a avut loc în jurul anului 430. În noaptea de 8 septembrie, un bărbat a auzit îngerii cântând în cer și, întrebându-i motivul, ei i-au spus că se bucurau pentru că Fecioara Maria s-a născut în acea noapte; această tradiție nu este confirmată de mărturii istorice.

## În scripturile islamice
Nașterea Fecioarei Maria este relatată în cea de-a treia sură (capitol) a Coranului, care se referă la tatăl ei, Imran, după care este numit capitolul, precum și la mama ei, Ana. Soția lui Imran s-a rugat lui Dumnezeu să îi îndeplinească dorința de a avea un copil și a jurat că, dacă rugăciunea îi va fi acceptată, copilul ei (despre care a crezut inițial că va fi băiat) va fi dedicat slujirii lui Dumnezeu (o paralelă directă cu povestea Anei din Vechiul Testament, care l-a născut pe judecătorul și proorocul Samuel). Ea s-a rugat ca Dumnezeu să-i protejeze fiica împotriva Satanei (Shayṭān), iar tradiția musulmană menționează un hadith, care consemnează că singurii copii născuți fără „atingerea lui Satan”, au fost Maria și Isus.

## Biserici
- Bazilica din Mariazell
- Biserica Nașterea Maicii Domnului din Suceava
- Mănăstirea Vodița

## Legături externe
- Nativitatis Beatae Mariae Virginis
- Roten S.M., Johann G., The History of the Liturgical Celebration of Mary's Birth
- „Birth of the Blessed Virgin Mary”, Foley O.F.M., Leonard. Saint of the Day, Franciscan Media